# Baruch Mordechai Ezrachi
Baruch Mordechai Ezrachi (Petah Tiqwa, 27 marzo 1929 – Gerusalemme, 26 ottobre 2023) è stato un rabbino israeliano.

## Biografia
Ezrachi apparteneva alla corrente Charedì, considerata tra le più conservatrici dell'ebraismo ortodosso. Ricoprì il ruolo di Rosh Yeshivah di Ateres Yisrael nel quartiere Bayit Vegan di Gerusalemme e fu membro del Moetzes Gedolei HaTorah. Ezrachi era fratello di Yitzchok Ezrachi, Rosh Yeshivah presso il Mir Yeshiva di Gerusalemme, e genero di Meir Chodosh, mashgiach ruchani presso  l'Hebron Yeshiva.
La principale pubblicazione di Ezrachi, Birkas Mordechai, è una collezione di volumi di commenti della Tōrāh, del Talmud, della Halakhah e delle Festività ebraiche. Nell'analisi dei testi, Ezrachi non si affida all'approccio Brisker, ma a metodi più tradizionali, stimolando la comprensione degli studenti per poi reinterpretare il testo per raggiungere una maggiore comprensione.